# Jákup Sverri Kass
Jákup Sverri Fonsdal Kass (født 19. januar 1977 i Tórshavn) er en færøsk erhvervsleder og politiker (FS).
Han har studentereksamen fra 1997 og blev cand.ling.merc. i engelsk og europastudier fra Handelshøjskolen i Århus i 2006.

## Erhvervskarriere
Kass arbejdede i rederiet Smyril Line fra 1998, blandt andet som salgs- og markedsdirektør 2005–2009. I årene 2009–2012 var han salgs- og markedsdirektør i flyselskabet Atlantic Airways. I 2012 blev han administrerende direktør for Vágar Lufthavn.

## Politisk aktivitet og tillidshverv
Som studerende var Kass formand for studenterorganisationen Landsfelag Føroyinga í Útbúgving (LFÚ) i 2000 samt bestyrelsesmedlem i Meginfelag Føroyskra Studenta (MFS) 2002–2006. Han var medlem af  Sjálvstýrisflokkurin og på et tidspunkt formand for Unga Sjálvstýri. Kass var 1. suppleant til Lagtinget fra Suðurstreymoy 1998–2002 og mødte fast for Helena Dam á Neystabø 1998–2001. Dermed er han den yngste, som har mødt fast i Lagtinget, 21 år gammel. Han var næstformand i Lagtingets undersøgelsesudvalg for finanskrisen 1998–2000 samt medlem af Lagtingets erhvervsudvalg 1998–2001. I 2011 forlod Kass Sjálvstýrisflokkurin og tilsluttede sig det nystiftede liberal parti Framsókn, hvor han siden har været suppleant i  bestyrelsen.

## Privatliv
Jákup Sverri Kass er gift med en datter af Poul Michelsen, der var hovedmanden bag etableringen af Framsókn.